# سید حسین معینی
سید حسین معینی  از سیاستمداران ایرانی بود، که در دوره‌های یازدهم،  دوازدهم و  سیزدهم بعنوان نماینده تالش  در مجلس شورای ملی حضور داشت.